# Megachalcis timorensis
Megachalcis timorensis är en stekelart som beskrevs av Boucek 1988. Megachalcis timorensis ingår i släktet Megachalcis och familjen bredlårsteklar. Inga underarter finns listade i Catalogue of Life.